# Тирувасагам
Тирувасагам или Тирувачакам (там. திருவாசகம், букв. «священное изречение») — собрание гимнов на тамильском языке, сочинённых в IX веке Маниккавасагаром, шиваистским святым и поэтом бхакти. Оно состоит из 51 поэмы и вместе с «Тирукковайяром» того же автора составляет восьмой том «Тирумурай» — священного канона тамильской шайва-сиддханты. Тирувасагам считается жемчужиной тамильской литературы.

## Основные сведения
«Тирувасагам» считается одним из самых глубоких и красивых бхактистских произведений на тамильском языке. Оно рассматривает фазы духовного пути от сомнения и боли до совершенной веры в бога Шиву, от земных переживаний до отношений «гуру—ученик» и свободы от перерождений. Произведение частично автобиографическое, в частности, в нём описывается, как Маниккавасагар, первый министр царя Пандьи, отрёкся от мира, получив необычайное видение Шивы, сидящего под деревом. Послание гимнов — в том, что тело преходяще, а мирские удовольствия являются причиной страдания и скорби, поэтому лучше стремиться к достижению освобождения.
Основная тема произведения — взаимоотношения человека с богом, Шивой, который описывается как близкое, родное существо и как неподдающаяся осмыслению космическая сила, пронизывающая всё бытие. Идеи, изложенные Маниккавасагаром в «Тирувасагаме» во многом подготовили концептуальную базу системы шайва-сиддханта. Отличительной особенностью поэтики «Тирувасагама» является обилие фольклорных песенно-танцевальных форм, в которых заключено серьёзное религиозно-философское содержание.
Пятьдесят один гимн «Тирувасагама», составляющие в общей сложности 3414 строк, варьируются по длине от восьми до 400 строк, демонстрируя большое разнообразие метрических форм с 14 вариациями метра. Как правило, гимны ритмически рецитируются или поются, нежели читаются. Произведение содержит некоторые необычные темы. Например, в некоторых в качестве преданного Бога выступает женщина, исполняющая песни, подходящие для игр или сельских работ. Другая интересная поэма предназначена для исполнения в храме во время утреннего ритуала для пробуждения божества (обычная часть индуистского храмового ритуала).
Важнейший лейтмотив Маниккавасагара — это тень кармы, покрывающая всё словно призрак. Поэт взывает к Богу с просьбой устранить узы кармы и освободить его. Он также говорит о нечистоте, которая овладевает им на длинном пути; когда нечистота удалена, он становится слугой бога Шивы. (И в шиваизме и в вайшнавизме наиболее совершенный преданный часто именуется «слугой стоп» божества.) Наиболее существенно, что он ищет милости Шивы, чтобы высвободиться из тюрьмы чувств, ведущей к нечистоте и разрушению. Маниккавасагар в конечном итоге не является противником чувств, но как и многие аскеты сторонится необузданных чувств.

## Легенда создания гимнов
Согласно легенде Маниккавасагар был министром царя Пандьи, до тех пор, пока однажды не повстречал самого Шиву в облике шиваистского аскета. Оставив свой пост, он стал странствовать, исполняя повсюду песни преданности. В конце концов он поселился Чидамбараме.
Шива в аспекте Натараджи — бога космического танца. Фреска на потолке храма Натараджи в Чидамбараме, Индия
Однажды, Господь Шива пришёл к нему в облике брахмана и сказал: «Я хочу услышать „Тирувасагам“ из твоих собственных святых уст. Я запишу его, чтобы изучить и с его помощью достичь освобождения от оков сансары». Маниккавасагар согласился и брахман (Господь Шива) записал гимны на пальмовых листьях, после чего внезапно исчез. Маниккавасагар понял, что это был сам Господь.
Храм Натараджи в Чидамбараме, в котором жил Маниккавасагар и где, как считается, был записан «Тирувасагам»
Шива оставил гимны лежать на ступенях храма, где на следующий день они были обнаружены брахманами Тиллая. В конце стояла подпись: «Маниккавасагар произнёс это, Господь Тиру-Читрамбалам записал это». Желая узнать философский смысл этих стихов, брахманы обратились с ними к Маниккавасагару, который повёл их в золотой зал храма и, указав на изображение Господа, Танцующего Танец Блаженства, сказал: «Тиллай-Натараджа суть этих строф. Он их значение». После чего Маниккавасагар растворился в божественном свете, став единым с Шивой.

## Перевод
Первым переводом «Тирувасагама» на иностранный язык стал английский перевод Дж. А. Поупа, вышедший в 1900 году. В настоящее время существует несколько полных переводов произведения на английский язык. На русском опубликованы отдельные фрагменты в переводах А.М.Пятигорского  и Н.В.Гордийчука. 